# Aquaponia

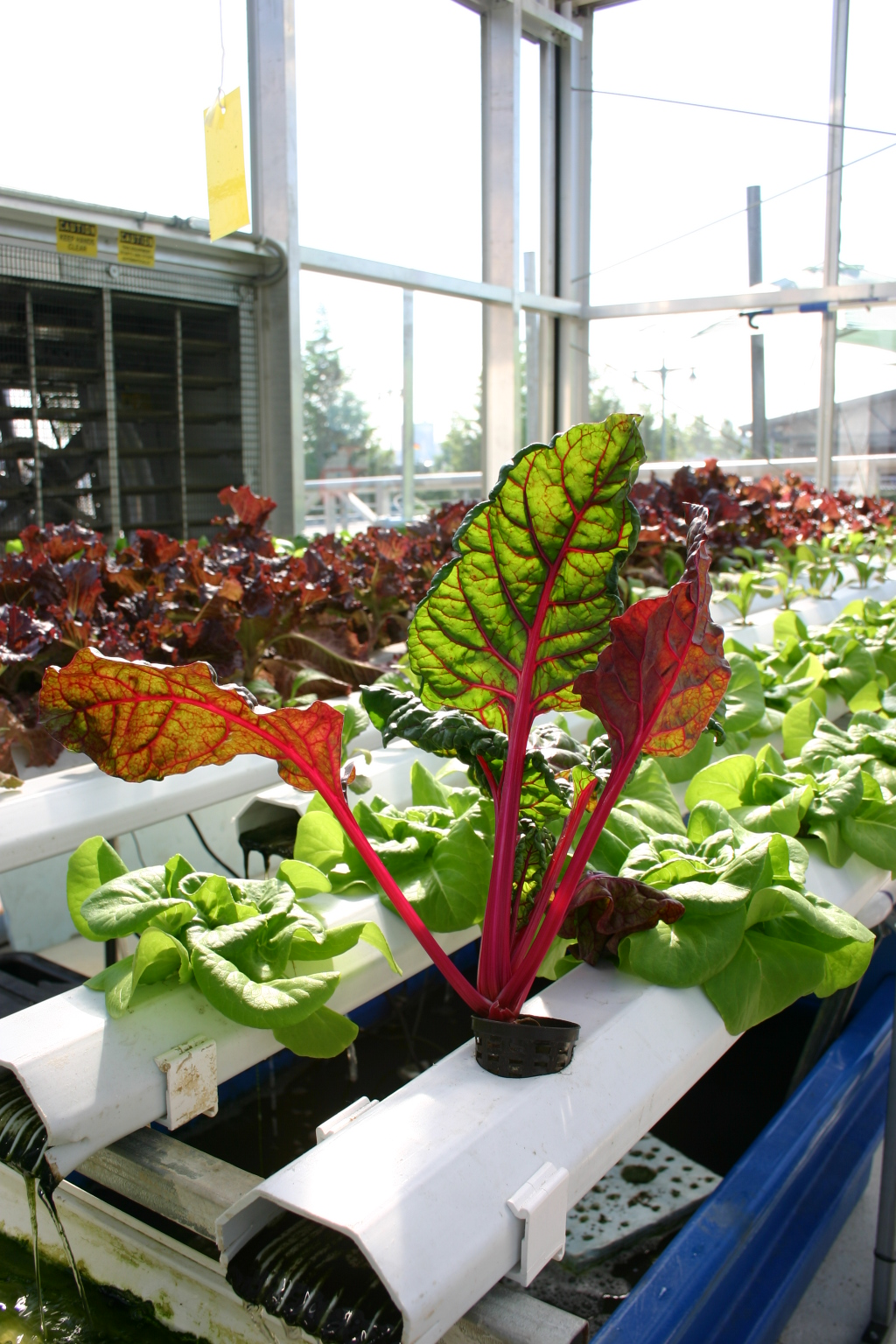
Planta cultivada em água rica em nutrientes

A aquaponia é um sistema de produção de alimentos que combina a aquicultura convencional (criação de organismos aquáticos tais como caramujos, peixes, lagostas e camarões) com a hidroponia (cultivo de plantas em água) em um ambiente simbiótico.
Na aquicultura comum, excreções dos animais criados podem se acumular na água, aumentando sua toxicidade. No sistema aquapônico, a água da aquicultura alimenta um sistema hidropônico, onde os subprodutos são quebrados por bactérias nitrificantes em nitritos e depois nitratos, os quais são utilizados pelas plantas como nutrientes. A água é então recirculada de volta ao sistema de aquicultura.
Como as técnicas existentes de hidroponia e aquicultura formam a base para qualquer sistema aquapônico, o tamanho, complexidade e tipos de alimentos produzidos em um sistema de aquaponia podem variar tanto quanto cada método distinto.

## História
A aquaponia possui raízes antigas, embora exista algum debate sobre sua primeira ocorrência:
- As ilhas astecas de cultivo agrícola, conhecidas como chinampas é um sistema considerado por alguns como sendo a primeira forma de aquaponia para uso agrícola[2][3], onde plantas eram cultivadas em ilhas fixas (ou às vezes móveis) em lagos rasos, sendo que os dejetos eram dragados dos canais das chinampas e cidades ao redor, e utilizados para irrigar as plantas manualmente[2][4].
- Sul da China, Tailândia e Indonésia, que cultivavam campos de arroz inundado em combinação com peixes são citadas como exemplo de sistemas aquapônicos remotos[5]. Estes sistemas de policultivo existiram em muitos países do extremo oriente, cultivando peixes como o "oriental loach"[6] (parecido com a tuvira), enguia do pântano, carpa comum e cruciana[7], assim como caracóis aquáticos, em campos de arroz inundado[8][9].

Sistemas aquapônicos tipo flutuante ou "floating" em lagoas de poli cultivo de peixes foram instalados na China em anos mais recentes em cultivos em larga escala de arroz, trigo, lírio e outras culturas, com algumas instalações excedendo 1 hectare (10.000 m²). O desenvolvimento da aquaponia moderna é frequentemente atribuída aos diversos trabalhos do "New Alchemy Institute" e do Dr. Mark McMurtry e colaboradores, na Universidade Estadual da Carolina do Norte, nos EUA. Inspirado pelos sucessos do "New Alchemy Institute", e pelas técnicas de aquaponia alternativas desenvolvidas pelo Dr. Mark McMurtry e colaboradores, outros institutos logo seguiram o exemplo. Iniciando-se em 1997, o Dr. James Rakocy e seus colegas da Universidade das Ilhas Virgens pesquisaram e desenvolveram o uso de canais de hidroponia por DWC (Deep Water Culture) em sistemas aquapônicos de larga escala.
A primeira pesquisa em aquaponia no Canadá foi um pequeno sistema adicionado a uma já existente pesquisa em aquicultura, em uma estação de pesquisa em Lethbridge, em Alberta. O Canadá viu um crescimento em instalações de aquaponia durante a década de 90, predominantemente instalações comerciais que cultivavam culturas de alto valor como a truta e o alface. Uma instalação baseada no sistema DWC, desenvolvida na Universidade das Ilhas Virgens foi construída em uma estufa em Brooks, Alberta, onde o Dr. Nick Savidov e colegas pesquisaram a aquaponia do ponto de vista das ciências agrárias. O time fez descobertas no rápido crescimento das raízes em sistemas de aquaponia e no fechamento do ciclo dos resíduos sólidos, e constatou que devido à certas vantagens do sistema em relação à aquicultura tradicional, o sistema pode funcionar bem em um nível de pH baixo, o que favoreceria plantas, mas não peixes.
As Ilhas Caribenhas de Barbados criaram uma iniciativa para começar sistemas aquapônicos em casa, gerando receita com a venda dos produtos para turistas, em um esforço para reduzir a dependência por comida importada.
Em Bangladesh, o país mais populoso do mundo, muitos fazendeiros usam agrotóxicos para aumentar a produção de alimentos e o tempo de estocagem, muito embora o país careça de supervisão a respeito dos níveis seguros de produtos químicos em alimentos destinados ao consumo humano. Para combater este problema, um time liderado pelo Prof. Dr. M. A. Salam, do Departamento de Aquicultura da Universidade de Agricultura de Bangladesh, em Mymensingh, criou planos para um sistema de aquaponia de baixo custo para fornecer produtos livres de agroquímicos e peixes para pessoas que vivem em condições de adversidade climática, como a área sulistas propensa à salinidade e as áreas propensas à inundação da região oriental. O trabalho do Dr. Salam cria uma forma de cultivo de subsistência para produção em micro escala na comunidade e residencias, enquanto que o trabalho de Chowdhury e Graff é focado exclusivamente em nível comercial, sendo que este último leva vantagens em economias de escala.
Com mais de um terço das terras agrícolas palestinas na Faixa de Gaza, esta se tornou uma área tampão para Israel, com um sistema de jardinagem aquapônico adequado para uso em telhados, na Cidade de Gaza.
Houve uma mudança em torno da integração da comunidade da aquaponia, como a fundação sem fins lucrativos Growing Power, que oferece à juventude de Milwaukee oportunidades de emprego e treinamento, enquanto cultivam alimento para sua comunidade. O modelo gerou diversos projetos satélite em outras cidades, como Nova Orleans, onde a comunidade de pescadores vietnamitas sofreu com o derramamento de óleo da plataforma Deepwater Horizon, e em South Bronx, em Nova Iorque. Wispering Roots é uma organização sem fins lucrativos em Omaha, Nebraska, que fornece alimento fresco e saudável, cultivado localmente para comunidades social e economicamente desfavorecidas através do uso da aquaponia, hidroponia e cultivo urbano. Adicionalmente, jardins aquapônicos de todo o mundo têm se reunido em sites de comunidades online e fóruns, para compartilhar suas experiências e promover o desenvolvimento desta forma de jardinagem, assim como criar extensos recursos em como construir sistemas caseiros. Recentemente, a aquaponia tem se movido em direção à sistemas protegidos. Em cidades como Chicago, empresários estão utilizando projetos verticais para cultiva alimento durante todo o ano. Estes sistemas podem ser utilizados para cultivar alimentos o ano todo com o mínimo de perdas.

## Componentes
A aquaponia consiste em duas partes principais, com a parte da aquicultura para criação de organismos aquáticos, e a parte hidropônica para o cultivo das plantas. Os efluentes aquáticos, resultado dos restos de ração e dejetos dos animais, como o peixe, acumulam na água devido ao sistema não circulante da maioria dos sistemas de aquicultura. O efluente se torna tóxico para os organismos aquáticos em altas concentrações, mas contém os nutrientes essenciais ao crescimento das plantas. Embora consista primariamente nessas duas partes, sistemas aquapônicos são usualmente agrupados em diversos componentes ou subsistemas, responsáveis pela efetiva remoção dos dejetos sólidos, adição de bases para neutralizar ácidos, ou para manutenção da oxigenação da água.
Componentes típicos incluem:
- Tanque de criação: os tanques para crescimento e alimentação dos peixes;
- Reservatório de sedimentação: unidade para capturar sobras de alimento e excesso de biofilme, e para sedimentação de pequenas partículas;
- Biofiltro: local onde as bactérias nitrificantes podem crescer e converter a amônia em nitrato, o qual é utilizado pela planta[24];
- Subsistema hidropônico: porção de sistema onde as plantas crescem absorvendo o excesso de nutrientes da água;
- Sump (poço coletor): a ponto mais baixo do sistema, para onde a água passa e é bombeada de volta aos tanques de criação.

Dependendo da sofisticação e do custo do sistema aquapônico, as unidades para remoção de sólidos, biofiltragem, e/ou o subsistema hidropônico podem ser combinados em apenas uma unidade ou subsistema, o qual evita que a água flua diretamente da parte da aquicultura para a parte hidropônica.

### Plantas: hidroponia
As plantas são cultivadas assim como em sistemas hidropônicos, com suas raízes imersas em água rica em nutriente. Isto permite que elas absorvam a amônia e seus metabólitos, que são tóxicos aos organismos aquáticos. Depois que a água passa pela subsistema hidropônico, ela é limpa e oxigenada, e pode retornar aos tanques de aquicultura. O ciclo é contínuo. Aplicações comuns de sistemas hidropônicos em aquaponia incluem:
- Jangada ("deep-water raft" ou "floating"): Placas de isopor flutuantes em um reservatório relativamente fundo.
- Aquaponia recirculante: Mídia sólida como camas de cascalho ou argila expandida, contidas em um reservatório que é alimentado com a água da aquicultura. Este tipo de aquaponia também é conhecido como "aquaponia de circuito fechado".
- Aquaponia alternante: Mídia sólida, contida em um reservatório que é alternativamente alimentada e drenada com a água da aquicultura, utilizando diferentes tipos de drenos tipo sifão. Este tipo de aquaponia é também conhecido como aquaponia de ciclo alternante ou, em inglês, "flood-and-drain" ou ainda "ebb-and-flow".
- Outros sistemas utilizam torres que são alimentadas por gotejamentos a partir do topo, canais tipo NFT (nutrient film technique), tubos horizontais de PVC com furos para as plantas, bombonas plásticas cortadas ao meio e utilizadas como cama de brita e argila expandida ou "floating". Cada método possui seus próprios benefícios[25].

A maioria dos vegetais de folhas verdes crescem bem no subsistema hidropônico, entretanto, algumas das variedades mais rentáveis são o repolho chinês, alface, manjericão, rosas, tomate, quiabo, melão catalupo e pimentão. Outras espécies de vegetais que crescem bem em um sistema aquapônico incluem 
feijão, ervilha, couve-rábano, agrião, inhame, rabanete, morango, melão, cebola, nabo, cenoura, batata doce e ervas. Como plantas em diferentes estágios requerem diferentes quantidades de minerais e nutrientes, a colheita e o plantio são realizados ao simultaneamente, o que assegura uma concentração constante dos nutrientes na água.

### Animais: aquicultura
Peixes de água doce são os organismos aquáticos mais comuns criados em aquaponia, embora lagosta de água doce e camarões também são algumas vezes utilizados. Na prática, a tilápia é o peixe mais popular para projetos pessoais e comerciais, que visam a criação de peixes comestíveis, embora "barramundi", "silver perch", "eel-tailed catfish" ou "tandanus catfish", "jade perch" e "murray cod" também sejam usados. Para climas temperados, quando não há ou não se quer manter a temperatura da água, "bluegill" e "catfish" são espécies de peixes adequados para sistemas caseiros. Carpa koi e kinguios podem também ser utilizados, se o peixe no sistema não necessitar ser comestível.

### Bactérias
Nitrificação, a conversão aeróbica de amônia em nitratos, é uma das mais importantes funções em um sistema de aquaponia, pois reduz a toxicidade da água para os peixes e permite que o nitrato resultante seja removido pelas plantas para a sua nutrição. A amônia é diretamente liberada na água pelas excretas e guelras dos peixes como produto de seu metabolismo, e precisa ser removida da água, já que maiores concentrações de amônia (geralmente entre 0.5 e 1 ppm) podem ser letais aos peixes. Embora as plantas possam absorver a amônia da água em alguma porcentagem, nitratos são assimilados mais facilmente, e assim reduzindo eficientemente a toxicidade da água para os peixes. A amônia pode ser convertida em outros compostos nitrogenados através de populações saudáveis de:
- Nitrosomonas: bactéria que converte a amônia em nitrito
- Nitrobacter: bactéria que converte nitritos em nitrato

Em sistemas aquapônicos, as bactérias responsável por este processo formam um biofilme por toda a superfície sólida pelo sistema que está em constante contato com a água. As raízes submersas dos vegetais combinadas possuem uma grande área de superfície onde muitas bactérias podem acumular. Junto 
com as concentrações de amônia e nitritos na água, as áreas de superfície determinam a velocidade com a qual a nitrificação acontece. Cuidado por essas colônias de bactérias é importante para regular a constante assimilação de amônia e nitrito. É por isso que a maioria dos sistemas de aquaponia possuem um biofiltro, o qual promove o crescimento facilitado destes microrganismos. Normalmente, após um sistema ter alcaçado estabilidade, os níveis de amônia variam de 0.25 a 2.0 ppm; níveis de nitrito variam de 0.25 a 1.0 ppm, e níveis de nitrato variam de 2 a 150 ppm. Durante a inicialização do sistema, picos podem ocorrer nos níveis de concentração de amônia (até 6.0 ppm) e nitrito (até 12 ppm), com níveis de nitrato aumentando posteriormente ao período de inicialização. Como o processo de nitrificação acidifica a água, bases sem sódio como o hidroxido de potassio ou o hidroxido de calcio podem ser adicionados para neutralizar o pH da água, se as quantidades naturalmente presentes na água forem insuficientes para promover um efeito tampão contra a acidificação. Além disso, alguns minerais como o ferro podem ser aplicados em adição aos resíduos dos peixes, que servem como a fonte principal de nutrientes para as plantas.
Uma boa maneira de lidar com os sólidos acumulados na aquaponia é o uso de minhocas, as quais aumentam a eficiência da mineralização da matéria orgânica, mobilizando nutrientes de volta para a água para que possam ser utilizados pelas plantas e/ou outros organismos no sistema.

## Operação
As cinco principais entradas no sistema são: água, oxigênio, luz, alimento aos organismos, e eletricidade para a bomba, filtro e aerador. Alevinos podem ser adicionados para repor os peixes maduros retirados do sistema para obter um sistema estável. Em termos de saídas, um sistema aquapônico pode produzir continuamente plantas como hortaliças são produzidas na hidroponia, e espécies aquáticas comestíveis criadas na aquicultura. Normalmente a relação de construção é de 0,05 a 0,09 m² de espaço para crescimento de plantas para cada 3,8 litros de água da aquicultura no sistema. 3,8 litros pode suportar entre 0,23 a 0,45 kg de biomassa de peixes, dependendo da aeração e da filtragem. Dez princípios guia básicos para criar um sistema de aquaponia de sucesso foi emitido pelo Dr. James Rakocy, o diretor do time de pesquisa em aquaponia da Universidade das Ilhas Virgens, baseados em extensa pesquisa feita como parte do programa de aquicultura "Agricultural Experiment Station".
- Use uma proporção de alimentação para cálculos de projeto
- Mantenha a entrada de alimentos relativamente constante
- Suplemente com cálcio (Ca), potássio (K) e ferro (Fe)
- Assegure uma boa aeração
- Remova os sólidos
- Seja cuidadoso com o cascalho
- Sobre-estime o tamanho dos tubos
- Use pesticidas biológicos
- Assegure uma bio filtragem adequada
- Controle o pH

### Fonte de alimento
Assim como em todo o sistema baseado na aquicultura, o alimento oferecido consiste em proteína de peixes derivados de espécies de baixo valor. O atual esgotamento dos estoques pesqueiros no mundo torna esta prática insustentável. Rações orgânicas para peixes podem provar ser uma alternativa viável que alivia esta preocupação. Outras alternativas incluem cultivar lemna no sistema, que alimentará os próprios peixes da aquaponia, excesso de minhocas cultivadas em composteiras alimentadas por lixo orgânico de cozinha, assim como criar larvas de moscas.

### Uso de água
Sistemas aquapônicos não costumam descarregar ou realizar trocas de água quando operando normalmente, mas ao invés disso recirculam e reutilizam a água com muita eficiência. O sistema depende da relação entre animais e plantas para manter o ambiente aquático estável e experienciar uma flutuação mínima nos níveis de nutrientes e oxigênio. A água é adicionada para compensar a água perdida por absorção e transpiração das plantas, evaporação da superfície da água para a atmosfera, e remoção de sólidos decantados do sistema. Como resultado, a aquaponia utiliza aproximadamente 2% da água que fazendas irrigadas convencionais requerem para a produção dos mesmo vegetais. Isto permite que a aquaponia produza ambos vegetais e peixes em áreas onde a água ou terra fértil é escassa. Sistemas aquapônicos podem ser utilizados também para replicar condições de áreas alagadas controladas. Terrenos alagados construídos podem ser úteis para bio filtragem e tratamento de esgoto doméstico comum. O excesso de água cheia de nutrientes podem ser acumuladas em tanques de captação, e reutilizados para acelerar o crescimento de plantas cultivadas em solo, ou pode ser bombeada de volta ao sistema aquapônico para completar o nível de água.

### Uso de energia
Uma instalação de aquaponia conta com variados graus de energia gerada pelo homem, soluções tecnológicas e controle de ambiente para conseguir a recirculação e boas temperaturas da água/ambiente. Entretanto, se um sistema é projetado com a conservação de energia em mente, utilizando energias alternativas e um número reduzido de bombas deixando a água fluir por gravidade tanto quanto possível, pode ser altamente eficiente energeticamente. Embora projetos cuidadosos possam minimizar os riscos, sistemas aquapônicos podem possuir múltiplos "pontos de falha", onde problemas como uma falha elétrica ou um tubo entupido podem levar à perda completa da produção.